# Europeiska inomhusmästerskapen i friidrott 2023 – Damernas kulstötning
Damernas kulstötning vid europeiska inomhusmästerskapen i friidrott 2023 avgjordes mellan den 2 och 3 mars 2023 på Ataköy Athletics Arena i Istanbul i Turkiet.

## Medaljörer
| Guld                   | Silver                 | Brons              |
| Auriol Dongmo Portugal | Sara Gambetta Tyskland | Fanny Roos Sverige |

## Rekord
| Innan tävlingens start fanns följande rekord | Innan tävlingens start fanns följande rekord | Innan tävlingens start fanns följande rekord | Innan tävlingens start fanns följande rekord | Innan tävlingens start fanns följande rekord |
| -------------------------------------------- | -------------------------------------------- | -------------------------------------------- | -------------------------------------------- | -------------------------------------------- |
| Världsrekord                                 | Helena Fibingerová (CZE)                     | 22,50                                        | Jablonec nad Nisou, Tjeckoslovakien          | 19 februari 1977                             |
| Europeiskt rekord                            | Helena Fibingerová (CZE)                     | 22,50                                        | Jablonec nad Nisou, Tjeckoslovakien          | 19 februari 1977                             |
| Mästerskapsrekord                            | Helena Fibingerová (CZE)                     | 22,50                                        | Jablonec nad Nisou, Tjeckoslovakien          | 19 februari 1977                             |
| Världsårsbästa                               | Chase Ealey (USA)                            | 20,03                                        | New York, USA                                | 11 februari 2023                             |
| Europaårsbästa                               | Jorinde van Klinken (NED)                    | 19,57                                        | Albuquerque, USA                             | 11 februari 2023                             |

## Program
Alla tider är lokal tid (UTC+03:00).
| Datum       | Tid   | Omgång |
| ----------- | ----- | ------ |
| 2 mars 2023 | 20:40 | Kval   |
| 3 mars 2023 | 20:53 | Final  |

## Resultat

### Kval
Kvalregler: Stöt på minst 18,50 meter 0Q0 eller de 8 friidrottare med längst stöt 0q0 gick vidare till finalen.
| Placering | Namn                 | Nationalitet  | Omgång | Omgång | Omgång | Distans | Noteringar |
| Placering | Namn                 | Nationalitet  | 1      | 2      | 3      | Distans | Noteringar |
| --------- | -------------------- | ------------- | ------ | ------ | ------ | ------- | ---------- |
| 1         | Jessica Schilder     | Nederländerna | 19,18  |        |        | 19,18   | 0Q0        |
| 2         | Auriol Dongmo        | Portugal      | 18,51  |        |        | 18,51   | 0Q0        |
| 3         | Fanny Roos           | Sverige       | 18,35  | x      | x      | 18,35   | 0q0        |
| 4         | Sara Gambetta        | Tyskland      | 17,89  | 18,26  | 18,33  | 18,33   | 0q0        |
| 5         | Julia Ritter         | Tyskland      | 17,81  | 18,05  | 17,77  | 18,05   | 0q0 , 0SB0 |
| 6         | Anita Márton         | Ungern        | 16,99  | 17,99  | 17,50  | 17,99   | 0q0        |
| 7         | Jessica Inchude      | Portugal      | 17,92  | x      | x      | 17,92   | 0q0        |
| 8         | Dimitriana Bezede    | Moldavien     | 16,52  | 17,00  | 17,90  | 17,90   | 0q0 , 0SB0 |
| 9         | Sara Lennman         | Sverige       | 17,82  | 17,62  | 17,79  | 17,82   |            |
| 10        | Katharina Maisch     | Tyskland      | 17,44  | x      | x      | 17,44   |            |
| 11        | Benthe König         | Nederländerna | 16,77  | 18,60  | 17,23  | 17,23   |            |
| 12        | Eliana Bandeira      | Portugal      | x      | x      | 17,23  | 17,23   |            |
| 13        | María Belén Toimil   | Spanien       | 16,26  | 16,88  | x      | 16,88   |            |
| 14        | Eveliina Rouvali     | Finland       | 15,64  | 16,24  | 16,26  | 16,26   |            |
| 15        | Jolien Boumkwo       | Belgien       | 15,82  | 16,18  | 15,66  | 16,18   |            |
| 16        | Sopiko Shatirishvili | Georgien      | 14,69  | 14,55  | 15,08  | 15,08   | 0SB0       |

### Final
Finalen startade klockan 20:53.
| Placering | Namn              | Nationalitet  | Omgång | Omgång | Omgång | Omgång | Omgång | Omgång | Distans | Noteringar |
| Placering | Namn              | Nationalitet  | 1      | 2      | 3      | 4      | 5      | 6      | Distans | Noteringar |
| --------- | ----------------- | ------------- | ------ | ------ | ------ | ------ | ------ | ------ | ------- | ---------- |
| 1         | Auriol Dongmo     | Portugal      | 19,63  | 18,68  | 19,76  | x      | 19,38  | 19,62  | 19,76   | EL         |
| 2         | Sara Gambetta     | Tyskland      | 18,26  | x      | 18,20  | 18,16  | 18,83  | 18,31  | 18,83   | 0SB0       |
| 3         | Fanny Roos        | Sverige       | 17,50  | x      | 17,71  | 17,71  | x      | 18,42  | 18,42   |            |
| 4         | Jessica Inchude   | Portugal      | x      | 18,12  | 18,06  | 18,33  | x      | 18,29  | 18,33   |            |
| 5         | Jessica Schilder  | Nederländerna | 18,10  | 18,29  | x      | 18,21  | x      | x      | 18,21   |            |
| 6         | Anita Márton      | Ungern        | 16,64  | 17,82  | 18,28  | 17,68  | 17,88  | x      | 18,28   | 0SB0       |
| 7         | Dimitriana Bezede | Moldavien     | 17,98  | x      | x      | x      | x      | x      | 17,98   | 0SB0       |
| 8         | Julia Ritter      | Tyskland      | 17,41  | 17,89  | x      | x      | x      | x      | 17,89   |            |